# Джулиано ди Рома
Джулиа̀но ди Ро̀ма (на италиански: Giuliano di Roma, на местен диалект Gigliànë, Джилянъ) е село и община в Централна Италия, провинция Фрозиноне, регион Лацио. Разположено е на 363 m надморска височина. Населението на общината е 2373 души (към 2010 г.).